# July Furlong
Norma Ojeda Furlong (Ciudad de México, México; 1 de enero de 1958), más conocida como July Furlong es una actriz mexicana de cine y televisión.

## Biografía
Nació en 1958 en la Ciudad de México, hija de Armando Ojeda e Ileana Furlong de Athié. Tiene cinco hermanastros, entre ellos el cantante de música romántica Óscar Athié. July perdió a su padre cuando era muy pequeña, por lo que su madre, estando en una situación económica difícil, vio  la necesidad de internarla en una escuela de monjas. Allí July aprendió todos los valores que forjaron su personalidad, a pesar de la estricta educación que allí se daba. July se declara muy católica y dice que uno de los momentos más felices de su vida fue cuando recibió la primera comunión. Su madre se volvió a casar con Oscar Athié Romo, y procrearon cuatro hijos más.
Ya en la adolescencia Julie fue enviada por sus padres a estudiar el resto de su escolaridad a [Estados Unidos]. Cuando volvió a [México], se matriculó en la universidad para estudiar filosofía y letras, después de dos semestres empezó su carrera artística. Sus padres no aprobaban la idea y July tuvo que irse de su casa para estudiar lo que le apasionaba. En Televisión debutó con Raúl Astor.  En total trabajó en quince películas y más de veinte telenovelas, haciendo su debut con Ernesto Alonso. En teatro, debutó en 1974 con Vicente Leñero, posteriormente trabajo con mucho éxito en la obra El juego que todos jugamos con Alejandro Jodorowsky y Juan Ferrara. Participó en obras de con el maestro Julio Castillo y Miguel Sabido. Protagonizó varias telenovelas, así como fuera la protagonista de la primera telenovela Didáctica en la historia de la televisión Mexicana Ven Conmigo. Cabe destacar que July también se dedica a la escritura, con cientos de poemas y cuentos escritos.
En TV Azteca participó en dos telenovelas más: Con toda el alma y Al norte del corazón. Luego se retiró de la actuación para dedicarse a su labor de escritora. En 2000 presentó sus dos primeros libros Testimonios de fin de siglo texto que aborda la transición que vive México en el nuevo milenio considerado libro Histórico.

## Filmografía

### Telenovelas
- Al norte del corazón (1997) .... Marcela
- Con toda el alma (1996) .... Doctora
- Muchachitas (1991-1992) .... Verónica Sánchez Zúñiga #1
- Mi pequeña Soledad (1990) .... Natalia Villaseñor
- Ave fénix (1986) .... Cristina
- Principessa (1984-1986) .... Elina
- Guadalupe (1984) .... Sara
- Por amor (1982) .... Marcia
- Cancionera (1980) .... Paloma
- La llama de tu amor (1979)
- La noche del sábado (1978) .... Donina
- Humillados y ofendidos (1977-1978) .... Alicia
- Ven conmigo (1975-1976) .... Vicky
- Paloma (1975) .... Isabel
- Mundo de juguete (1974-1977) .... Mónica [1]
- La hiena (1973-1974) .... Rosaura
- Cartas sin destino (1973) .... Irma
- El edificio de enfrente (1972-1973)
- El amor tiene cara de mujer (1971-1973) .... Cristina
- Velo de novia (1971)

### Cine
- Mi nombre es Sergio, soy alcohólico (1981)
- Chin Chin el Teporocho (1976)
- Un amor extraño (1975)
- Besos, besos... y más besos (1973)
- Lux aexterna (1973)
- Ya sé quién eres (te he estado observando) (1971)
- El cielo y tú (1971)
- Más allá de la violencia (1971)
- El paletero (1971)
- La agonía de ser madre (1970)
- Las chicas malas del padre Méndez (1970)
- La guerra de las monjas (1970)
- Los problemas de mamá (1970)
- La puerta y la mujer del carnicero (1968)
- Esta noche sí (1968)

### Series de TV
- Mujer, casos de la vida real (1994)
- La telaraña (1992)[2]
- Miércoles a go-go
- Orfeón a go-go
- La hora de Raúl Astor

### Teatro
- El día que pisamos la luna
- l juego que todos jugamos (1975)

## Premios y nominaciones

### Premios TVyNovelas
| Año  | Categoría     | Telenovela         | Resultado |
| ---- | ------------- | ------------------ | --------- |
| 1991 | Mejor villana | Mi pequeña Soledad | Ganadora  |